# Unión Cívica Radical Junta Renovadora
La Unión Cívica Radical Junta Renovadora fue un partido político argentino creado en 1945 que contribuyó a fundar el peronismo. Fue disuelto en 1947 para integrarse al Partido Peronista.

## Historia

### Origen
La Unión Cívica Radical Junta Renovadora fue formada unos días después del triunfo de Perón el 17 de octubre de 1945, por un grupo de dirigentes radicales que se separó de la UCR y que decidieron apoyar políticamente a Juan Domingo Perón, en contra de la decisión de la Unión Cívica Radical que asumió una postura abiertamente antiperonista. Así se dejó constituido un partido político cuya comisión organizadora estaba integrada por Hortensio Quijano, Armando Antille, Gillot, Durant, Alberto H. Reales y otros. La propuesta ofrecía seguir las directivas económicas y sociales de Hipólito Yrigoyen y los postulados de la revolución del 4 de junio. En la asamblea efectuada el 28 de octubre bajo la presidencia de Miguel Tanco, eligieron autoridades y su nombre definitivo: UCR Junta Renovadora pues, luego de una serie de entredichos por la denominación con el Comité Nacional, llegaron al acuerdo de que utilizarían el rótulo UCR pero con “algún agregado que lo distinga del auténtico y tradicional radicalismo”.

### Acción política
En los primeros días de noviembre de 1945 J. Hortensio Quijano y Alberto Cardarelli Bringas reclamaron los bienes y documentos que estaban en poder del gobierno nacional y que también querían recuperar los radicales del Comité de la Capital Federal. Reclamaban el local de la calle Tucumán 1660 que fue entregado a las ex autoridades del ex comité nacional de la UCR. Miguel Tanco era un conocido dirigente del radicalismo yrigoyenista de Jujuy. Hortensio Quijano era un dirigente radical correntino de segunda línea que se había manifestado “alvearista” en los años ’30. Antille, por su parte provenía de la UCR (CN) de la provincia de Santa Fe y pertenecía a la línea yrigoyenista. En 1935 su aspiración a presentar la candidatura a gobernador provocó enfrentamientos internos que condujeron a la intervención del partido por parte del Comité Nacional. 
La Unión Cívica Radical Junta Renovadora estaba dirigida por Hortensio Quijano, Armando Antille, Juan Isaac Cooke, Eduardo Colom, Alejandro H. Leloir, Vicente Saadi, entre otros dirigentes radicales y fue uno de los tres partidos que sostuvieron la candidatura a presidente de Perón en las elecciones del 24 de febrero de 1946 (los otros dos fueron el Partido Laborista organizado por los sindicatos, y el Partido Independiente organizado por conservadores). En esas elecciones la Unión Cívica Radical Junta Renovadora, el Partido Laborista y el Partido Independiente obtuvieron el 56% de los votos, ganando la elección presidencial y casi todas las provincias.
Los tres partidos coordinaron su actuación política mediante una Junta Nacional de Coordinación Política, que presidía el abogado del sindicato ferroviario Juan Atilio Bramuglia. Allí se acordó que cada uno de los partidos elegiría a sus candidatos y que el 50% de los cargos correspondían al Partido Laborista mientras que el 50% restante debía distribuirse por partes iguales entre la Unión Cívica Radical Junta Renovadora y el Partido Independiente.
Si bien fue el Partido Laborista el que obtuvo la mayor parte de los votos que eligieron a Perón, la UCR-JR fue decisiva para alcanzar el triunfo en varias provincias.
La importancia de la UCR-JR se vio reflejada en el hecho de que Hortensio Quijano fue el vicepresidente que acompañó a Perón en 1946 y 1952, y Armando Antille fue senador por Santa Fe en 1946 y 1952. Por su parte Juan I. Cooke, se desempeñaría como embajador argentino ante las Naciones Unidas (1953-1954).
En 1947 Perón disolvió los tres partidos en que se apoyaba (la Unión Cívica Radical Junta Renovadora, el Partido Laborista y el Partido Independiente) para fusionarlos en el Partido Peronista.